# Khetcho
Jachadur Amirián, conocido por su apodo Khetcho (en armenio: Խէչո; 1872 – julio de 1915) fue un renombrado activista y combatiente armenio. Como miembro de la Federación Revolucionaria Armenia, Khetcho llevó una vida muy activa en los asuntos políticos de su país. Durante su época como activista, participó el 25 de julio de 1897, en la expedición de Janasor, una ofensiva llevada a cabo por los fedayines armenios en contra de la tribu kurda Mazrik. También fue un partidario clave de la Revolución Constitucional iraní. En 1915, durante una escaramuza entre las fuerzas otomanas aledañas a Bitlis, Khetcho fue asesinado en combate.

## Primeros años
Khetcho nació con el nombre de Jachadur Amirián en 1872 en el uyezd de Najicheván, que en entonces estaba bajo el dominio del Imperio ruso. Su padre era un sacerdote local. Estudió en la Escuela Diócesis local de Şuşa. A pesar de su formación religiosa, Khetcho se convierte en instructor militar de los combatientes revolucionarios armenios, quienes estaban establecidos principalmente en el Cáucaso.

## Expedición de Janasor

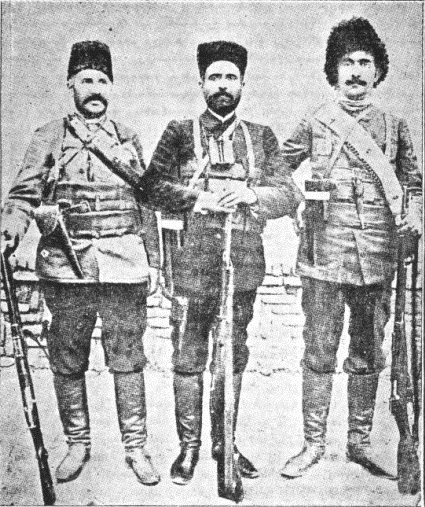
De izquierdo a derecha: Arshak Gafavián, Yeprem Khan, y Khetcho

En 1896, y luego de las consecuencias que trajo la Defensa de Van, la tribu Mazrik emboscaron a numerosos defensores armenios de Van, mientras ellos intentaban retirarse hacia Persia. La Federación Revolucionaria Armenia decidió tomar represalias, dando paso a la Expedición de Janasor. Khetcho partió desde Persia y participó en la expedición que pasaría a ser su primera misión de combate armado. Durante la misión, Khetcho conoció a Yeprem Khan, otro revolucionario armenio con el que colaboraría finalmente durante la Revolución Constitucional iraní .

## Conflicto armenio-tártaro
Posteriormente, durante las masacres armenio-tártaras (1906-1907), Khetcho participó en la protección de las comunidades armenias residentes en todo el Cáucaso. Durante su participación, fue asistente de Nikol Duman, un fedayín armenio de Karabaj. Estuvo a cargo de proteger las aldeas armenias adyacentes a las cercanías del Río Aras.

## Revolución Constitucional Iraní
Durante la Revolución Constitucional iraní, Khetcho luchó  junto con Yeprem Khan y Keri en contra de las tropas anti-constitucionalistas entre 1908 y 1910. La unidad de Khetcho encabezó el ejército monárquico, convirtiéndose en una fuerza viable dentro de sus filas. En 1910, en pleno combate, la mandíbula de Khetcho es destrozada por una bala. Posteriormente, se vio obligado a establecerse en Suiza.

## Primera Guerra Mundial

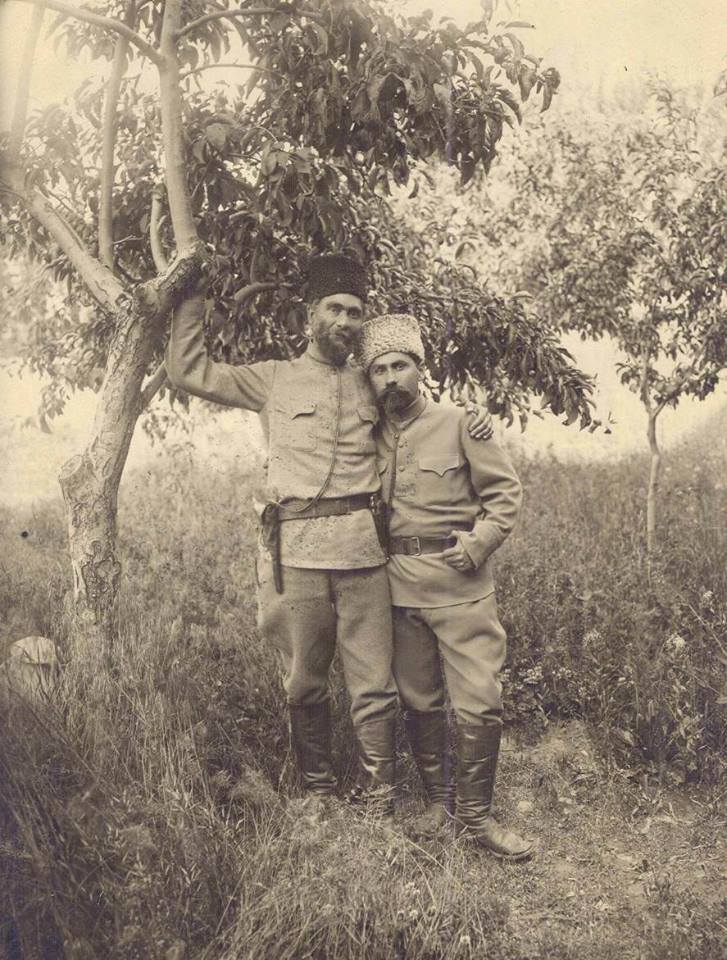
Khetcho y Dro

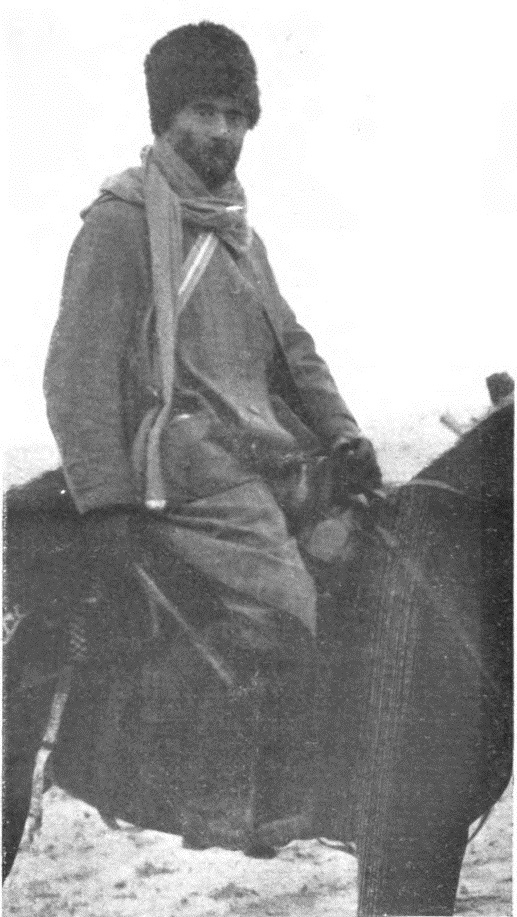
Khetcho montado a caballo

Durante la primera guerra de los Balcanes (1912–1913), el Imperio otomano había perdido su enclaves balcánicos tras el estallido de rebeliones cristianas, intensificando el temor de la patria turca de que cada vez la más descontenta minoría cristiana armenia—con la asistencia o apoyo de los gobiernos Occidentales—también podrían intentar establecer un estado independiente, significando la desintegración de la misma Turquía. La desconfienza y sospecha de los otomanos hacia los armenios llegó a su auge tras el estallido de la Primera Guerra Mundial, cuándo un exitoso avance de las tropas rusas a  través de la frontera turca en el valiato de Van (donde residen en su mayoría armenios) en 1915, por lo que los otomanos acusaron a los armenios desleales, por lo que decidieron tomar medidas drásticas y extremas, que conducirían al genocidio armenio.

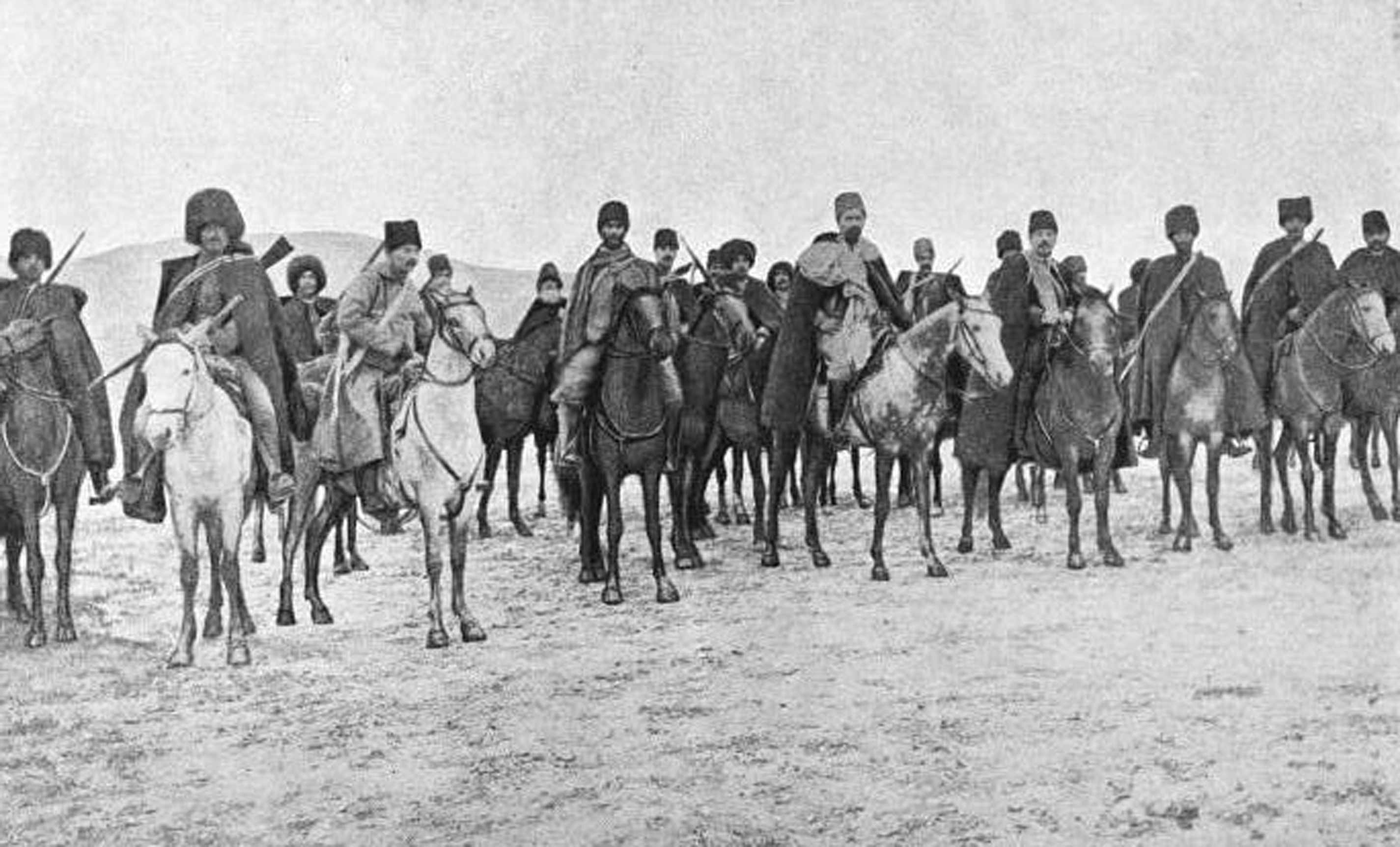
1914, Miembros de las unidades voluntarias armenias: Armén Garo, Khetcho, y Drastamat Kanayan

Previo al comienzo de la Primera Guerra Mundial, Khetcho participó en la reunión del Consejo de la Federación Revolucionaria Armenia en Berlín. A él se le encomendó la adquisición de armamento para apoyar los esfuerzos de autodefensa. Al iniciar la guerra, fue una de las 5 legiones armenias que ingresaron al territorio otomano, formando unidades de voluntarios armenios bajo el mando de Rusia. Durante el Sitio de Van, la unidad de Khetcho fue una de las primeras en ingresar y liberar la ciudad, el 5 de mayo de 1915. Esto fue seguido por la ocupación de la ciudad por parte del ejército ruso, poco días después de su liberación.

## Muerte
Después de que Van fuese liberada, se le asignó a Khetcho y a su escuadrón a que fuesen a reforzarlas autodefensas en las provincias de Muş y Sasón. En julio de 1915, Khetcho se detuvo en Bitlis, donde en junio de 1915, durante el genocidio armenio, turcos y kurdos al mando de Jevdet Bey, se hicieron conocidos por haber masacrado a 15.000 civiles armenios. En preparación para un avance ruso, el ejército otomano posicionó su artillería en la cima de una montaña con un camino claro para lanzar una ofensiva renovada en el pueblo. Temiendo una inminente masacre  en contra de la población armenia, Khetcho y su regimiento lideraron una ofensiva de caballería contra el ejército otomano, haciendólos retroceder hacia las partes más altas de la montaña. Sin embargo, tras un contraataque del enemigo, Khetcho fue herido de muerte. Su cuerpo fue trasladado a Van, en donde fue finalmente sepultado junto a otros revolucionarios armenios.